# Crac'h
Crac'h (Krac'h trong tiếng Bretagne) là một xã ở tỉnh Morbihan trong vùng Bretagne tây bắc Pháp. Xã này có diện tích 30,54 km², dân số năm 1999 là 3030 người. Khu vực này có độ cao từ 0-44 mét trên mực nước biển.
Cư dân của Crac'h danh xưng trong tiếng Pháp là Crachois.